# Acosmismo
El acosmismo, en contraste con el panteísmo, niega la realidad del universo, viéndola como finalmente ilusoria (el prefijo "a-" en griego significa negación), y sólo el infinito absoluto no manifiesto se presenta como real. Las versiones conceptuales negativas del Cosmos se encuentran en las filosofías orientales y occidentales.

## En la filosofía oriental
El concepto de Maya en la escuela Advaita Vedanta no dual del hinduismo es una forma de acosmismo. Maya significa "ilusión, apariencias". Se considera que el universo es Māyā, sin embargo esto no significa que el universo sea considerado como irreal. Wendy Doniger explica, "decir que el universo es una ilusión (māyā) no es decir que es irreal; es decir, en cambio, que no es lo que parece ser, que es algo que se hace constantemente. Māyā no sólo engaña a la gente sobre las cosas que creen saber; más básicamente, limita su conocimiento a cosas que son epistemológica y ontológicamente de segunda categoría".
En la escuela Vedanta del Hinduismo, el mundo percibido es Maya que esconde la Realidad Absoluta y Última (Brahman). La mente humana construye una experiencia subjetiva, afirma el Vedanta, que lleva al peligro de malinterpretar a Maya, así como de interpretarla como la única y última realidad. Los vedantinos afirman que "el mundo percibido, incluyendo a las personas, no es lo que parece, hay más en ellas que sus formas físicas percibidas". Māyā es lo que se manifiesta, perpetúa un sentido de falsa dualidad (o pluralidad divisional). Esta manifestación es real, pero ofusca y elude los principios ocultos y la verdadera naturaleza de la realidad. El Vedanta sostiene que la liberación es la realización y comprensión sin restricciones de estos principios invisibles, principalmente que el Yo individual (Alma) es lo mismo que el Yo en los demás y el Yo en todo (Brahman).
La escuela Vedanta Advaita se describe mejor como monista, idealismo absoluto, mientras que la escuela Vedanta Dvaita como idealismo pluralista. Ambas tienen elementos de acosmismo ontológico, donde el aspecto material del cosmos es considerado una "ilusión, apariencia, realidad incompleta" comparado con lo "que es espiritual, eterno, inmutable". En la filosofía Vedanta Advaita, hay dos realidades: Vyavaharika (realidad empírica) y Paramarthika (realidad absoluta, espiritual). Māyā es un hecho en que es la aparición de fenómenos. Brahman (Realidad última, absoluta, alma cósmica) es considerada por los Advaitins como la verdad metafísica. El mundo percibido, Māyā es verdadero en sentido epistemológico y empírico; sin embargo, Māyā no es considerado por los vedantinos como la verdad metafísica y espiritual. La verdad espiritual es la verdad para siempre, mientras que lo que es verdad empírica es sólo verdad por ahora. Dado que Māyā es el mundo material percibido, es verdadero en el contexto de la percepción, pero es "falso" en el contexto espiritual de Brahman. La Realidad verdadera, para los eruditos Advaita, incluye tanto Vyavaharika (empírica) como Paramarthika (espiritual), el Māyā y el Brahman. El objetivo de la iluminación espiritual, dicen los Advaitins, es realizar el alma de uno como el Alma Cósmica (Brahman), realizar la eterna, intrépida y resplandeciente Unidad.
El hinduismo y el budismo advaita han sido llamados como ejemplos de acosmismo. Otros eruditos afirman que el budismo no puede ser clasificado con precisión como una filosofía basada en el acosmismo, y que el Vedanta Advaita tampoco es acosmismo.

## En la filosofía occidental
El acosmismo se ha visto en la obra de varios filósofos occidentales, incluyendo a Parménides, Platón, Spinoza, Kant, Hegel, Schopenhauer, e idealistas británicos y americanos, como F.H. Bradley. La palabra acosmismo se remonta a menudo a Hegel que la utilizó en su discusión sobre la filosofía de la religión, en particular su comprensión del panteísmo y la refutación de la acusación de que Spinoza era ateo. Hegel explica que para Spinoza es la "sustancia" infinita la que es real, mientras que el mundo finito no existe. "Pero los acusadores del spinozismo son incapaces de liberarse de lo finito; por lo tanto declaran que para el spinozismo todo es Dios, porque es precisamente el agregado de las finitudes (el mundo) lo que ha desaparecido. Si se emplea la expresión "Todo es uno" y (se afirma) por tanto que la unidad es la verdad de la multiplicidad, entonces el "todo" simplemente ya no es. La multiplicidad se desvanece, porque tiene su verdad en la unidad". W.T. Stace considera que todo el acosmismo filosófico está enraizado en la experiencia mística, sean o no los autores conscientes de ello. Stace señala que la mayoría de los filósofos occidentales tienden a una forma de acosmismo calificado, donde el mundo es menos real que completamente ilusorio. Él ve dos fuentes místicas de acosmismo desde el interior del momento eterno, en primer lugar el momento místico contiene toda la eternidad e infinito y por lo tanto no hay nada fuera de él, y en segundo lugar porque el momento eterno se experimenta como el valor supremo.